# 溪赊罗撒
溪赊罗撒（？—？），又稱小陇拶，唃厮啰国（青唐）第六代赞普。溪巴溫之子。
元符二年（1099年），宋朝攻取邈川（今青海省海东市乐都区）、青唐（今青海省西宁市）。贵族反叛，唃厮啰国赞普陇拶在九月，投降宋朝。十月，嘉勒摩巴桑濟立溪赊罗撒為贊普，区别于其兄陇拶，故又稱小陇拶。聯合本敦谷、鼎凌宗和星章峽一帶的部族，抗擊宋軍。第二年，宋軍撤退，星章峽以西諸羌族以他為主。宋徽宗建中靖國元年（1101年）十一月，宋朝封他為西平軍節度使，邈川首領。第二年進封敦煌郡開國公，食邑五千戶，實封五百戶。後來，宋徽宗聽從鄧洵武建議，绍述先志，再次用兵河湟。崇宁二年（1103年），攻陷湟州。崇宁三年（1104年），宋朝奪得宗哥城、青唐、廓州，溪赊罗撒逃到西夏。第二年，西夏皇帝李乾順接納他，率兵圍攻青唐北面的宣威城，但是復國不果。
| 前任： 陇拶 | 唃厮啰國赞普 1099年—1104年 | 繼任： — |